# Littérature d'enfance et de jeunesse
 (avril 2011).

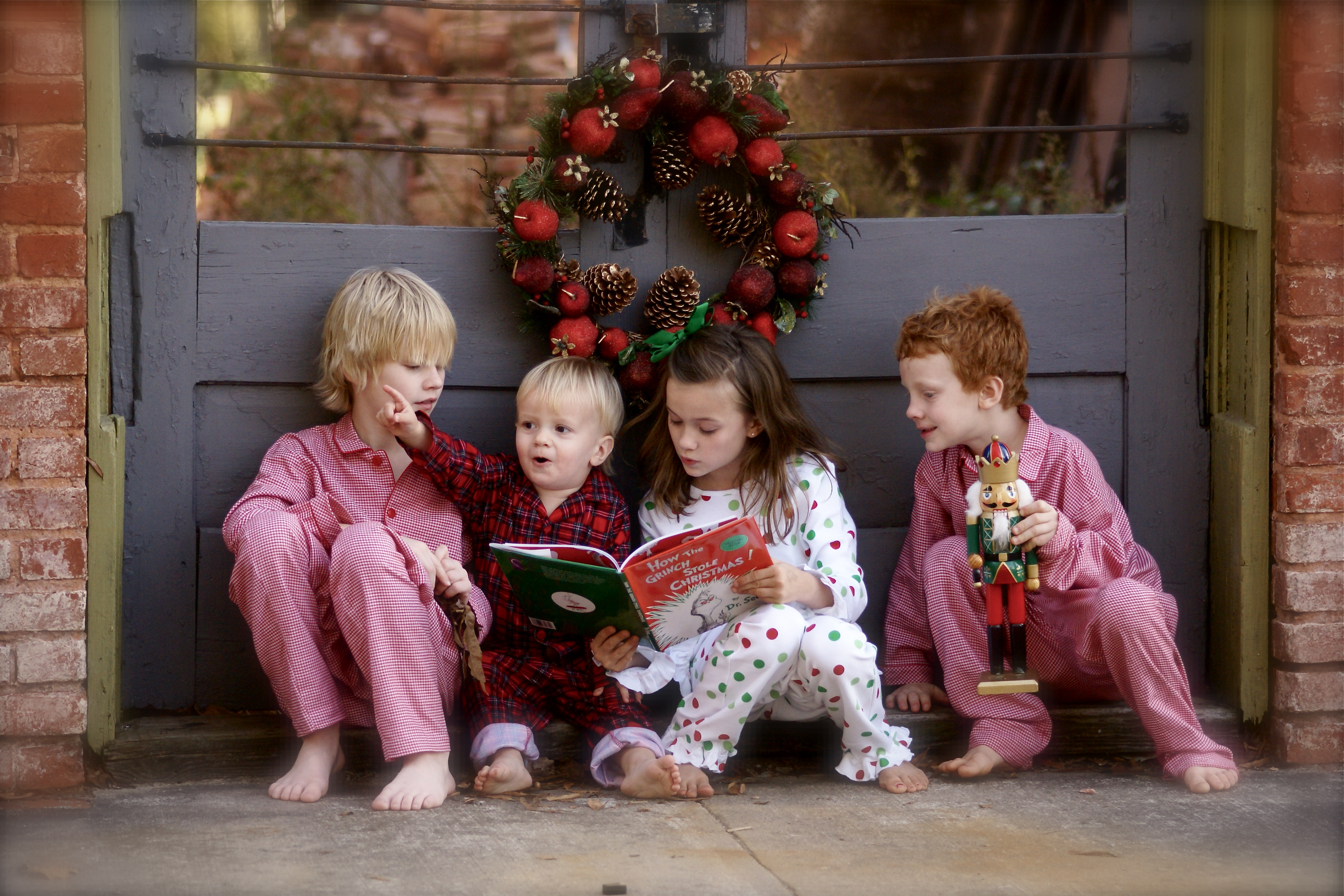
Quatre enfants lisant le livre du Dr Seuss intitulé Le Grincheux qui voulait gâcher Noël.

La littérature d'enfance et de jeunesse est un secteur de l'édition qui se spécialise, par sa forme et son contenu, dans les publications destinées à la jeunesse (enfants et adolescents). 
C'est un genre littéraire qui a émergé à partir du XIXe siècle et a pris de l'importance au cours du XXe siècle. L’appellation « littérature enfantine » apparaît en 1950 dans des ouvrages de critique. Cette appellation a progressivement évolué avec le temps, faisant place à « la littérature pour la jeunesse », puis « la littérature d'enfance et de jeunesse » et enfin, « la littérature de jeunesse ». Ce secteur, régi par des lois différentes des autres éditions, est issu d'une histoire spécifique. En France, la loi qui régit les publications pour la jeunesse est la loi du 16 juillet 1949 sur les publications destinées à la jeunesse modifiée par l'article 14 de l'ordonnance du 23 décembre 1958 et par la loi du 4 janvier 1967. L'édition jeunesse occupe la deuxième place sur le marché de l'édition, juste après la littérature générale. C'est un marché qui est de plus en plus attractif, avec des ventes en progression de +1 % en 2020, et ce malgré la Covid-19 qui a largement affecté les ventes de livres. Un livre sur quatre acheté appartient à la catégorie jeunesse (chiffres de 2018 et 2019). Dans le domaine des arts, c'est un art qui ouvre la porte à d'autres. Le livre est souvent le premier objet culturel qui est mis dans les mains de l'enfant. On peut voir qu'il y a neuf disciplines dans l'histoire de l'art (de la sculpture à la BD), la littérature jeunesse peut être considérée comme un dixième art.

## Histoire

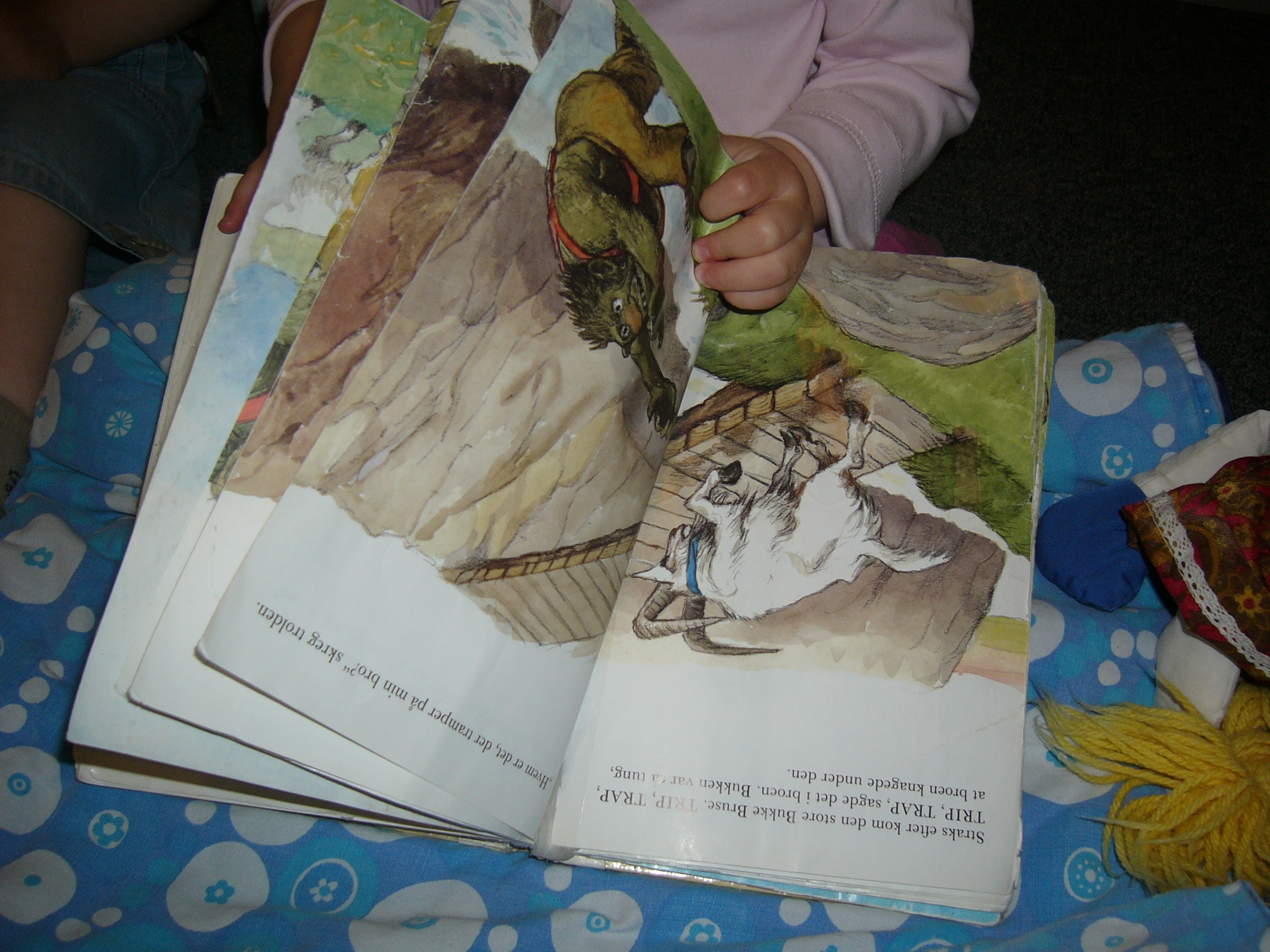
Livre pour enfants.

Les œuvres destinées à la jeunesse n'apparaissent réellement qu'à partir de la fin du XVIIe siècle en France. Jusqu'à cette époque, il n'existe que très peu de livres écrits pour les enfants, car même si ces derniers sont peu alphabétisés, il résulte qu'on ne leur prête quasiment aucune attention, ni morale ni sociale. Au Moyen Âge, les romans de chevalerie comme Lancelot du Lac, les récits bibliques et les récits traditionnels (Gargantua, Le Roman de Renart) sont ceux qui se transmettent le plus dans toute la France. Utilisé comme un outil essentiellement pédagogique, le livre pour la jeunesse aborde la religion, la morale, l'éducation et les bonnes manières. Du XVIe au XVIIIe siècle, on observe petit à petit une plus grande diversité dans les productions éditoriales ; cependant l’enfant ne possède pas encore de statut propre. La littérature ne peut lui être destinée que si l'enfant est reconnu socialement, que s'il "devient l'objet d'un sentiment et d'une considération particuliers".
Les premiers écrits pour la jeunesse, comme ceux de Charles Perrault, ne leur étaient pas explicitement réservés ; ils s'adressaient aux adultes autant qu'aux enfants. Dans le domaine français, le premier livre destiné à un enfant et qui marque la naissance de la littérature de jeunesse est Les Aventures de Télémaque (1699) de Fénelon (alors précepteur de Louis de France). C'est avec Jeanne-Marie Leprince de Beaumont et son Magasin des enfants que sont mis à l'écrit les premiers contes spécifiquement destinés à la jeunesse. À la même époque, le jeune public s'approprie les Gulliver, Don Quichotte et, bien sûr, Robinson Crusoé, recommandé par Jean-Jacques Rousseau. Le charme de la littérature de jeunesse tient à ce qu'elle soit d'abord un support de rêveries enchanteresses ou inquiétantes.
Au XIXe siècle, se développent véritablement les éditeurs pour la jeunesse en Europe. John Harris en Grande-Bretagne va notamment éditer des ouvrages en couleurs et avec un réel côté artistique. En France, Louis Hachette, d'abord spécialisé dans les manuels scolaires, investit l'édition de loisir à partir de 1850. S'inspirant du modèle britannique, il implante des kiosques dans les gares ferroviaires (la Bibliothèque des Chemins de fer). Après quoi il invitera la Comtesse de Ségur puis, plus tard, Zénaïde Fleuriot à publier leurs ouvrages dans une nouvelle collection à destination des enfants, la "Bibliothèque rose illustrée", actuelle Bibliothèque rose,.
En 1843, Pierre-Jules Hetzel fonde le Nouveau magasin des enfants, collection d'ouvrages faisant appel à des illustrateurs et auteurs de renom comme Dumas, Sand, Nodier ou Gavarni. Puis, en 1864, de retour d'exil à la suite de l'avènement de l'Empire libéral, il publie le Magasin d'éducation et de récréation destiné à la lecture en famille. Le projet est de faire collaborer savants, écrivains et illustrateurs dans le but de réconcilier la science et la fiction, et de mettre l'imagination au service de la pédagogie. C'est une position difficile à tenir dans un climat positiviste, mais grâce à la rencontre avec Jules Verne, Hetzel réussit à imposer un nouveau genre.
En 1865, en Angleterre, paraît Alice au pays des merveilles de Lewis Carroll. Il sera traduit en français en 1869.
Après 1870, on assiste à une multiplication des titres et des éditeurs. C'est l'époque des romans à succès d'Hector Malot : Sans famille ; Erckmann-Chatrian : L'Ami Fritz ; Frances Hodgson Burnett : Le Petit Lord Fauntleroy (1886). Dès 1907, après le premier aéroplane de Hubert Latham qui vole à 300 mètres, les rêves de voyages envahissent la littérature avec Le Tour de la France par deux enfants de Madame Augustine Fouillée (sous le pseudonyme de G. Bruno) et Le Merveilleux Voyage de Nils Holgersson à travers la Suède de Selma Lagerlöf, deux romans à vif succès qui vont marquer un tournant dans la littérature pour la jeunesse. Ces rêves de voyages rapprochent l'enfant et l'adulte qui lit plus volontiers la littérature enfantine, avec toutefois deux pauses historiques dans la production : le passage de deux cataclysmes sous forme de guerres mondiales.
L'explosion de l'image d'Épinal et des recueils de contes en images aussi bien que des recueils de textes patriotiques après la Première Guerre mondiale, relancent l'intérêt pour la lecture et du même coup, pour ce qui deviendra l'ancêtre de la bande dessinée.
Dans l'entre-deux-guerres, il faut signaler (en France) le Père Castor (Paul Faucher), Les Contes du chat perché de Marcel Aymé, et quelques livres de Jacques Prévert. En Belgique, Albert Hublet a du succès avec la collection des Alain Belle-Humeur.
Tout de suite après la deuxième Guerre mondiale, Louis Mirman, directeur de la section Jeunesse chez Hachette, et son épouse Madeleine Gueydoux, auront l'idée d'utiliser du simple papier journal pour imprimer des livres à coût réduit, ce qui permettra de multiplier les publications dans la « Bibliothèque verte » et la « Bibliothèque rose ».
En Espagne, sous la dictature de Franco, Elena Fortún, spécialiste de littérature de jeunesse de la Seconde République, connaît la censure : certains de ses ouvrages de la célèbre saga Celia, comme Celia en la revolución (1943), sont interdits de publication dans le pays par le régime.
À partir des années 1950, alors que la littérature jeunesse se développe et se renouvelle fortement, l'activité de critique littéraire émerge, sous la plume de pionniers tels que Natha Caputo, Marc Soriano, Mathilde Leriche ou Janine Despinette; plusieurs associations professionnelles sont ainsi créées.
Durant les années 1970, François Ruy-Vidal, avec l'aide de Harlin Quist, aborde des thèmes jusqu'alors plutôt réservés aux adultes et considère qu' « il n'y a pas de littérature pour enfants, il y a la littérature » ; Françoise Dolto a fortement critiqué sa vision des choses. Une vision d'autant plus critiquable que la littérature de jeunesse se veut au service de la jeunesse, car elle a pour ambition de contribuer tant au développement qu'au bien-être de ses lecteurs. Ainsi, son rôle est d'accompagner et de favoriser la lente mutation de son jeune public au travers de trois grands objectifs : l'élaboration de la personnalité en s'intéressant essentiellement à la morale et à l'idéologie, la transmission des savoirs et le divertissement.
À la fin du XXe siècle, avec une liberté plus grande pour les auteurs et les illustrateurs, dès le début des années 1980, la littérature humoristique cesse d'être marginale comme avec Marcel Aymé, et voit les jeux de mots de Pierre Elie Ferrier : le Prince de Motordu, ou encore Le Monstre poilu dont l'insolence maîtrisée sera appréciée jusque dans des écoles primaires et chez des orthophonistes. À la même époque, pour amener les pré-adolescents amateurs de jeux vidéo à se rapprocher du livre, on a vu fleurir une nouvelle variété de romans pour lecteurs-zappeurs : les livres dont vous êtes le héros, dont la lecture s'apparentait à un jeu de piste. En majorité traduits de l'anglais, ces livres connurent un immense succès feu-de-paille pendant dix ans.
Depuis le début du XXIe siècle, on assiste à un regain d'intérêt pour la littérature de jeunesse, causé principalement par l'influence des livres de la série Harry Potter. Cette série ayant redonné le goût de la lecture à certains enfants, d'autres auteurs ont vu les ventes de leurs livres augmenter. L'autre cause de ce regain est l'essor du choix et de la créativité chez les nouveaux auteurs de jeunesse. La Corée s'impose comme un des principaux acteurs du marché grâce à la richesse et la diversité de ses illustrateurs. Les rapports annuels sur le taux d'illettrisme (10 %) en France restent malgré tout identiques depuis plus de trente ans.

### Passage au numérique
Comme les autres types de littérature, celle qui s'adresse à la jeunesse s'adapte à la révolution numérique. En France, à partir de 2009 environ, elle commence à se transformer. Alors que des éditeurs tels que Nathan, Fleurus ou Gallimard jeunesse, plus traditionnels, s'en tiennent à la production de versions électroniques de leurs publications papiers, de nombreux éditeurs jeunesse se lancent dans une production 100 % numérique, tels que GoodBye Paper éditions. Au Québec, les éditions La Pastèque produisent Tout garni, une histoire numérique interactive, en collaboration avec le studio Dpt. et Yuri Kurk développe l'application Miniminus, qui offre une grande variété de textes numériques originaux en six langues différentes.
L'édition jeunesse fait face à différents enjeux dans son passage au numérique. Elle doit se questionner sur la pertinence d'utiliser la multitude de fonctionnalités proposées par le numérique. Elle doit également s'adapter aux impératifs économiques et juridiques, qui peuvent être nombreux et différents dans un modèle où s'accroît la diversité des éléments intégrés dans les publications. Elle doit aussi faire face à une certaine résistance des publics ciblés. Au Québec, par exemple, non seulement les parents ne voudraient pas offrir de livres numériques à leurs enfants, mais les enfants eux-mêmes boudent les livres numériques. Enfin, il importe aux éditeurs de s'interroger sur les modèles économiques privilégiés, puisque ceux-ci sont associés à l’adoption d'un format de diffusion : publier via une application, par exemple, exige de transiger via iTunes et Google Play.

## Albums de littérature de jeunesse
Depuis quelques années, les auteurs de littérature de jeunesse ont grandement accru et étoffé les rayons des librairies. En effet, on peut y trouver un choix et une créativité abondants. L'un des genres dans lequel s'épanouissent particulièrement les auteurs de jeunesse contemporains, comme Claude Ponti et Grégoire Solotareff, sont les albums illustrés. Une véritable culture de l'album, tant dans les foyers qu'à l'école, est en train de se mettre en place. En effet, c'est là l'un des premiers objets culturels que l'enfant va pouvoir manipuler et même posséder dès son plus jeune âge. Certains enseignants utilisent même la littérature d'enfance et de jeunesse comme support à l'apprentissage de la lecture.
En France, l'album jeunesse connaît son essor à partir de la fin des années 1980, sous l'impulsion de maisons d'édition comme l'École des loisirs ou le Rouergue, d'auteurs comme Claude Ponti avec L'album d'Adèle en 1986 (École des loisirs), Yvan Pommaux ou Claude Boujon, et d'oeuvres remarquées comme Loulou de Grégoire Solotareff et Chien bleu de Nadja.
De plus, beaucoup d'éditeurs tels que Gallimard, Hachette, Circonflexe, Thierry Magnier ou l'École des loisirs proposent des albums élaborés (textes poétiques et / ou symboliques, illustrations artistiques…) sur des thèmes variés et importants (la différence, la tolérance, la mort…). Il s'agit parfois de petites maisons d'édition misant sur la qualité, telles que Mémo, éditeur nantais depuis 1993, qui consacre une partie de son catalogue à de grandes rééditions, ou encore les Éditions du Jasmin, créées en 1997, révélées par la publication des Contes de l'alphabet d'Emmanuelle et Benoît de Saint Chamas. Certaines maisons d'édition prennent parfois le risque d'éditer des textes « politiquement incorrects » mais dont le contenu amuse les adultes et les enfants, comme Le Dragon dégoûtant par Henriette Bichonnier, illustré par Pef (Gallimard).
À partir des années 1970, la critique se penche spécifiquement sur ces œuvres graphiques, avec notamment les travaux de Janine Despinette qui crée le concept de « littérature en couleurs ».
L'édition jeunesse voit alors apparaître de nouvelles formes narratives qui repoussent les limites du dicible et de l'indicible, avec de nouveaux types de personnages mais aussi de nouvelles thématiques. La technologie et les possibilités d'impression sur différents matériaux étendent l'acte de lecture vers des champs d'expérimentation complexes, toujours plus riches.

## Livres de poche pour la jeunesse
Les livres pour enfants bon marché ont existé dès le XIXe siècle mais ce secteur éditorial se voit touché à la fin des années 1970 par le phénomène du livre de poche, soit une vingtaine d'années après le secteur adulte, comme si le public enfantin (ou les parents ?) avait jusqu'alors répugné à (s')offrir du petit roman jetable. Les éditions de l'Amitié (Hatier) lancent en effet leur collection « Jeunesse poche » dès 1971 puis L'École des loisirs, ses « Renard Poche », collection où paraissent, à partir de 1976, Le Voyage en ballon et Crin-Blanc d'Albert Lamorisse, des titres de Tomi Ungerer ou Arnold Lobel et des classiques (Robinson Crusoé de Daniel Defoe, L'Homme à l'oreille cassée d'Edmond About, Le Roman de la momie de Théophile Gautier, Les Voyages de Gulliver de Jonathan Swift, Quentin Durward de Walter Scott, Tartarin de Tarascon d'Alphonse Daudet…). 
Cependant, le véritable coup de tonnerre dans le petit monde de l'édition enfantine est la parution en 1977 du premier « Folio junior » pour un public d'adolescents et préadolescents. Cette collection publie notamment les œuvres d'Henri Bosco, Roald Dahl, Claude Roy, Michel Tournier, Marcel Aymé etc. Désormais, les enfants connaissent eux aussi le charme du livre dont les pages se décollent, les premières éditions de Folio junior étant particulièrement fragiles. Le succès de la collection incite Gallimard à lancer en 1980 des livres de poche illustrés en couleurs pour les 5-7 ans (« Folio Benjamin ») puis la collection « Folio Cadet » pour la tranche d'âge intermédiaire en 1983. Hachette suit le mouvement avec « Le Livre de poche jeunesse » en 1979 : Erich Kästner avec Émile et les Détectives, Hans Peter Richter, José Mauro de Vasconcelos avec Mon bel oranger, Henriette Bichonnier avec Émilie et le Crayon magique, Paul Berna, etc. Viennent ensuite, en 1980, le tour de Flammarion avec « Castor Poche » (et l'édition de Jonathan Livingston le goéland de Richard Bach illustré par Gérard Franquin), et Casterman avec « L'Ami de poche ». Dans les années 1980, tous les grands éditeurs pour la jeunesse lancent leur collection de poche. Depuis les années 1990, la plupart des romans pour jeunes et adolescents ne connaissent pas d'autre édition que le livre de poche. Celui-ci, toutefois, a tendance en ce début du XXIe siècle à grandir. Ainsi les poches de la collection « Folio benjamin » sont-ils réédités dans un format qui se rapproche de celui de l'album.
Ces dernières années, la frontière entre livres de poche et autres livres, a tendance, en littérature de jeunesse, à se brouiller : certains éditeurs font paraître de courts romans pour des élèves de cours préparatoire (CP) ou des classes suivantes qui reprennent les personnages de certaines méthodes de lecture du CP (Ratus, Gafi…). D'autres éditeurs font paraître en petits livres de poche des œuvres qui relèvent autant de l'album que du roman, c'est-à-dire qu'ils comportent beaucoup d'illustrations et un texte souvent court (Le Loup rouge de Friedrich Karl Waechter ou Du commerce de la souris d'Alain Serres, par exemple). Enfin, alors que le livre de poche avait tendance à privilégier les romans, les recueils sont devenus très fréquents (recueils de textes courts comme Histoires pressées de Bernard Friot, recueils de textes poétiques, recueils de nouvelles policières comme Drôle de samedi soir de Claude Klotz, recueils de contes comme Contes d'un royaume perdu d'Erik L'Homme et François Place.

## Prix littéraires
L'essor de ce secteur éditorial a été accompagné d'une multiplication des prix littéraires décernés par des collectifs de libraires, des associations professionnelles, des salons et autres manifestations littéraires. On en recense pas moins de 136 en France.

### Principaux prix littéraires internationaux
- Le prix Hans Christian Andersen, créé et décerné par l'IBBY (l'Union internationale pour les livres de jeunesse, fondée en Suisse en 1953). Ce prix est considéré comme un officieux petit prix Nobel de littérature pour la jeunesse[32].
- Le prix commémoratif Astrid Lindgren (ALMA), créé en 2002 par le gouvernement suédois, en hommage à l'auteur Astrid Lindgren. D'importance égale au prix Andersen, mais bien mieux doté.
- Le prix Roberval ("des œuvres pour comprendre la technologie"), catégorie Jeunesse

### Principaux prix littéraires français
- Les prix décernés au Salon du livre et de la presse jeunesse de Montreuil :
  - le prix Baobab ;
  - les prix Tam-Tam ;
  - le prix de la presse des jeunes.
- Le prix des Incorruptibles
- Le prix Livre mon ami
- Le prix des premières lectures, décerné par les enfants des clubs Coup de Pouce Clé
- Le prix Saint-Exupéry, en partenariat avec le magazine hebdomadaire Valeurs actuelles
- Le prix Sorcières
- Le grand prix des jeunes lecteurs de la PEEP
- Le prix NRP de littérature jeunesse
- Le prix des Dévoreurs de livres et le prix des Croqueurs de livres (Eure)
- Le prix Ados (Rennes/Ille-et-Vilaine)
- Le prix Chronos
- Le prix Tatoulu
- Le prix Tout en auteurs[33] (prix littéraire ados des Hautes-Pyrénées)
- Le prix ESCAPAGES[34] (prix littéraire jeunesse de l'Indre)
- Le prix Michel-Tournier jeunesse
- Le prix Ruralivre (sélection picoreurs, grignoteurs et dévoreurs. Prix littéraire du Nord-Pas de Calais)

Quelques autres prix.
- Le prix Vercors, décerné par des collégiens du Vercors
- Le prix Raphaël-Tardon, décerné par la municipalité du Prêcheur (Martinique)

### Principaux prix littéraires français thématiques
- Le grand prix de l'Imaginaire, catégorie Jeunesse (littératures de l'imaginaire)
- Le prix Imaginales jeunesse (littératures de l'imaginaire)
- Le prix du Livre Environnement de la fondation Veolia, mention Jeunesse (écologie)
- Le Prix du livre jeunesse écolo, décerné par le Félipé (écologie)
- Le prix Les Mordus du Polar (roman policier)
- Le prix Janusz Korczak (autour des droits de l'enfant)

### Principaux prix littéraires québécois et canadiens
- Grand Prix du livre de la Montérégie
- Prix Alvine-Bélisle (ASTED)
- Prix Bédélys - Jeunesse[35]
- Prix Cécile-Gagnon (AEQJ)
- Prix des libraires du Québec - Sélection jeunesse
- Prix du livre jeunesse des bibliothèques de Montréal
- Prix Espiègle des bibliothèques scolaires du Québec
- Prix Harry Black[36]
- Prix illustration jeunesse — Salon du livre de Trois-Rivières (avec le magazine Lurelu)
- Prix jeunesse des univers parallèles
- Prix littéraires des enseignants AQPF-ANEL
- Prix littéraires du Gouverneur général du Canada - Sélection jeunesse
- Prix littéraires du Salon du livre de Saguenay–Lac-Saint-Jean
- Prix littéraire ville de Québec / Salon international du livre de Québec (Canada)
- Prix Québec/Wallonie-Bruxelles de littérature de jeunesse, initiative conjointe des communautés québécoise du Canada et belge francophone
- Prix littéraire Suzanne Pouliot et Antoine Sirois
- Prix TD de littérature canadienne pour l'enfance et la jeunesse
- Prix Odyssée jeunesse

### Principaux prix littéraires américains
- La médaille Newbery, prix littéraire le plus prestigieux décerné aux États-Unis
- La médaille Caldecott, pendant du précédent, il est décerné à un illustrateur
- Le Boston Globe-Horn Book Award

### Principaux prix littéraires anglais
- La médaille Carnegie
- Le prix Costa, ex-prix Whitbread

### Principaux prix littéraires décernés dans d'autres pays
- Le Deutscher Jugendliteraturpreis (Allemagne)
- Le prix des lycéens allemands (Allemagne)
- Le prix des lycéens autrichiens (Autriche)[37]
- Le DIXI Kinderliteraturpreis (Autriche)
- Le prix RTS littérature ados (Suisse)[38]
- Le prix Bernard Versele, de la Ligue des familles de Bruxelles (Belgique)
- Le prix Farniente (Belgique)[39]
- Le prix Israël (Israël)
- Le prix Québec/Wallonie-Bruxelles de littérature de jeunesse, initiative conjointe des communautés québécoise du Canada et belge francophone
- Le prix Noma (Japon)
- Le Noma Afurika Shuppanshō, décerné à un auteur africain (Japon)
- Le prix Nils-Holgersson (Suède)

## Intérêt pédagogique

### À l'école française
Dans les écoles et les collèges français, les professeurs doivent désormais être sensibilisés à la littérature de jeunesse. Les professeurs de français en collège doivent ainsi faire lire au moins une œuvre de littérature de jeunesse à leurs élèves. Des titres sont conseillés dans les programmes officiels édités par le ministère de l'Éducation nationale. Par ailleurs, via le portail Éduscol, des listes de « Lectures pour les collégiens » sont proposées afin de compléter les titres de la littérature patrimoniale des programmes du collège.
En primaire, la demande est beaucoup plus importante : les enseignants de cycle 3, par exemple, doivent faire lire dix œuvres (albums, romans, contes…) par an aux élèves (œuvres travaillées en classe avec tous les élèves). De plus, ils doivent permettre aux élèves de lire, en plus, dix œuvres de façon plus libre ; pour ces dix livres, les élèves ne choisissent pas tous les mêmes, les livres ne sont pas travaillés collectivement en classe ; les enseignants doivent permettre aux enfants de les lire en les aidant par exemple à choisir dans la bibliothèque de l'école.
Depuis 2002, le ministère édite aussi une liste destinée aux enseignants des écoles élémentaires. Lors de son apparition, cette liste a été vivement contestée aussi bien par des auteurs que par des libraires, des éditeurs ou par certains enseignants. Avec 180 titres, elle était considérée comme trop restrictive, on pouvait craindre qu'elle ne fige le paysage littéraire. En 2004, une actualisation, sous la direction de Christian Poslaniec a élargi les recommandations à 300 titres.
La liste de 300 livres proposés par le ministère en 2004 ne concerne que le cycle 3 de l'école primaire (CE2-CM1-CM2) ce qui veut dire qu'il y a beaucoup plus que 300 livres si l'on tient compte des deux autres cycles (cycle 1 avec la maternelle et cycle 2 avec CP, CE1 et CE2). Néanmoins, il est vrai que c'est surtout pour le cycle 3 que le ministère a produit des documents (comme les documents d'application Littérature cycle 3 et le document d'accompagnement Lire et écrire au cycle 3). Il faut préciser qu'il s'agit là d'une liste à titre indicatif.
Cette liste contient des classiques de la littérature de jeunesse qui sont tombés dans le domaine public et dont les textes sont donc librement photocopiables et diffusables auprès des élèves.

## Festivals et salons de littérature jeunesse

### Principaux festivals et salons en France
Les principaux festivals et salons en France sont :
- le Festival du livre jeunesse[44] de la ville d’Annemasse ;
- le Salon du livre jeunesse[45] du Bouscat ;
- le Festival du livre de jeunesse et de bande dessinée[46] de Cherbourg-en-Cotentin ;
- le Festival du Livre Jeunesse[47] de Rouen ;
- le salon du livre jeunesse[48] de Villeurbanne ;
- le Salon du livre et de la presse jeunesse[49] de Montreuil.

### Principaux festivals et salons en Belgique
- Cosmos festival[50] des littératures jeunesse de Bruxelles
- Salon du livre Jeunesse[51] de Namur

### Principaux festivals et salon au Québec
- Festival de littérature jeunesse[52] de Montréal
- Fête de la lecture et du livre jeunesse[53] de Longueuil

## Littérature jeunesse au Québec
On considère que la littérature jeunesse au Québec commence avec les Aventures de Perrine et Charlot de Marie-Claire Daveluy, en 1923, paru pour la première fois dans la revue L'Oiseau bleu, première revue destinée aux enfants, publiée par la société Saint-Jean-Baptiste à l'intention des jeunes Canadiens français. À cette époque, la production était plutôt réduite, et dans les années 1920 seuls quelques titres jeunesse ont été publiés dont Dollars ou L'Épopée de 1660 racontée à la jeunesse de Joyberte Soulanges, alias Ernestine Pineault-Léveillé.
La première bibliothèque francophone destinée aux enfants est fondée en 1937, à Montréal, dans le quartier Hochelaga. Dès les années 1940, la littérature de jeunesse s'est développée au Québec de façon accidentelle, à la suite des événements de la Seconde Guerre mondiale. En effet, les relations étant coupées entre la France et le Canada, l'approvisionnement en livres européens était difficile. Il a donc fallu produire plus de livres au Québec. Pour ce faire, le premier ministre du Canada, William Lyon Mackenzie King, accorda aux éditeurs canadiens-français la licence de reproduction des œuvres françaises. Cette intervention du pouvoir fédéral contribua à l'essor de l'édition québécoise. L'industrie du livre connut la prospérité et Montréal devint, pendant la Seconde Guerre mondiale, un grand centre d'édition. Au cours de ces années, l'implication des bibliothécaires participa également à l'envol de la littérature de jeunesse grâce aux animations littéraires qu'ils mirent en place pour stimuler le jeune lectorat.
Dans les années 1970, la littérature jeunesse connait une relance. L'organisme Communication jeunesse, qui a pour mission de valoriser la littérature jeunesse québécoise, voit le jour en 1971. La revue Lurelu est créé en 1978 et participe à promouvoir ce type de littérature.

## Perspective pédagogique
- (de) Cet article est partiellement ou en totalité issu de l’article de Wikipédia en allemand intitulé « Kinder- und Jugendliteratur » (voir la liste des auteurs).

### Sur la qualité
En apparence, il y a un développement des livres vers une direction non pédagogique, c'est-à-dire qu'ils veulent stimuler et divertir plutôt qu'éduquer, mais en même temps un discours social sur la qualité des livres pour enfants comme il n’en existe guère dans d’autres domaines.
Qu'est-ce qui fait un bon livre pour enfants ? Différentes réponses ont été apportées à cette question. Hans-Joachim Gelberg écrivait en 1971 dans le premier aperçu de sa nouvelle maison d'édition Beltz & Gelberg : « Avec l'élargissement au secteur du livre pour enfants et adolescents, il se passe encore plus chez Beltz. Ici, on prend au sérieux l'exigence d'une littérature qui ne falsifie pas, ne minimise pas ou ne banalise pas ». Pour Thomas Lehr, un bon livre pour enfants est celui qui enchante, instruit et nourrit aussi les adultes mais c'est aussi un plaisir de lire avec des doigts gras et de manger au lit, de s'enfoncer avec des oreilles brûlantes. Astrid Lindgren exprime ainsi ce qu'est pour elle un bon livre pour enfants : « Et puis j'écris comme je voudrais que le livre soit si j'étais moi-même un enfant. J'écris pour l'enfant qui est en moi ». Pour Annette Langen, un bon livre pour enfants est un livre qui touche l'âme de l'enfant.
Toute étude sur la littérature de l’enfance et de jeunesse pose la question de savoir ce qui fait la qualité de la littérature jeunesse.

## Transfert vers d'autres médias
- (De) Cet article est partiellement ou en totalité issu de l’article de Wikipédia en allemand intitulé « Kinder- und Jugendliteratur » (voir la liste des auteurs).

La possibilité d'adapter les livres pour enfants et adolescents en films et de les commercialiser, notamment par le biais de jeux (informatiques) et de poupées dérivés, joue un rôle très important dans la commercialisation de ces ouvrages.
C'était notamment Walt Disney qui se spécialise à l'adaptation cinématographique. Tout d'abord, c'était en forme des dessins animés à partir des années 1920 et plus tard, au milieu des années 1940, a commencé la réalisation des longs métrages avec des acteurs réels. Un grand classique de l'adoption cinématographique de la littérature d'enfance représente la réalisation du livre Mary Poppins, écrit par Pamela L. Travers, un film musical sorti en 1964, qui parle de la bonne d'enfants douée pour la magie. À côté du cinéma, les livres pour la jeunesse servent également comme modèle pour des séries télévisés, des livres audios ou bien des applications.

## Critères de délimitation
- (allemand) Cet article est partiellement ou en totalité issu de l’article de Wikipédia en allemand intitulé « Kinder- und Jugendliteratur » (voir la liste des auteurs).

Les différences entre la littérature pour enfants, la littérature pour adolescents et la littérature pour adultes sont floues, soumises aux changements historiques et ne peuvent être définies que de manière vague. Ce sont souvent les adultes qui tracent la frontière pour se distinguer eux-mêmes de cette littérature.
Certains romans, écrits à l'origine pour les adultes, ont acquis au fil du temps un rang de romans pour la jeunesse. Dans d'autres cas, comme les romans Harry Potter, on observe le processus inverse.

### Livre d´image
La plupart des livres d'images s'adressent aux enfants d'âge préscolaire qui ne savent pas encore lire. Comme l'écriture et l'illustration de livres d'images exigent des créateurs des compétences très différentes, les auteurs et les illustrateurs travaillent souvent en équipe. D'autres auteurs de livres d'images maîtrisent toutefois aussi bien l'écriture que l'illustration.

### Livre pour enfants
Les livres pour enfants s'adressent aux enfants âgés d'environ 8 à 12 ans, il s'agit de livres de fiction, de livres pratiques ou de formes mixtes. Il existe également des livres interactifs pour enfants.
Les livres pour enfants sont également souvent illustrés, l'illustration passant en arrière-plan par rapport au texte, comparé au livre d'images.

### Littérature pour les adolescents
Par littérature adolescente, on comprend la littérature de fiction écrite, publiée pour les jeunes, c'est-à-dire pour ceux âgés de 12 à 18 ans environ. Le marché connaît une grande évolution, notamment grâce au Pass Culture, ainsi qu'à l'arrivée massive des adaptations audiovisuelles sur des plateformes telles que Netflix.

## Les chiffres de la jeunesse: son importance

### Les années 2019 - 2020
Les années 2019 et 2020 ont été extrêmement bénéfiques pour l'édition jeunesse à l'échelle mondiale. Selon les données publiées par le Bureau international de l'édition française (BIEF), en Allemagne, on observe une hausse de 4,7 % des ventes en 2020. Au Royaume-Uni, la hausse est de 2 %, tandis qu'au Japon, elle est de 5,7 % pour la même année.
Dans plusieurs pays, la jeunesse est un acteur clé de l'édition globale. En 2021, le secteur jeunesse contribue pour 25,9 % au chiffre d'affaires global de l'édition au Portugal. En Chine, il représente 27 % en 2020.
On peut en conclure que la crise sanitaire a été concluante pour le secteur de la jeunesse. Mais malgré cela, l'importance de l'édition jeunesse dans le monde n'est plus à démontrer et reste d'une grande importance.

### En France
En France, le secteur de l'édition jeunesse reste une part importante. Si on prend les données du Syndicat National de l'Édition, malgré une baisse de 8,2 % en 2022, par rapport à 2021, la jeunesse prend tout de même 13,7 % du chiffre d'affaires. Divisé en trois sous-catégories, c'est la catégorie « Éveil, petite enfance » qui domine le secteur de la jeunesse avec près de 10 000 titres publiés et presque 63 000 exemplaires imprimés. À cela, on ajoute un chiffre d'affaires de 197 069 705 € (en évolution de 0,34 % par rapport à 2021). En deuxième position, la « fiction jeunesse, adolescent et jeunes adultes » subit une baisse 20 % du chiffre d'affaires par rapport à 2020. Enfin, la catégorie « documentaire, encyclopédie » augmente son chiffre d'affaires de 5,10 %.
Sur le livre de poche, le chiffre d'affaires est de 17,2 % sur la partie jeunesse. Ici, c'est la « fiction jeunesse, adolescent et jeunes adultes » qui domine. Plus de 50 % des exemplaires produits sont de cette catégorie et pèse près de 43 % du chiffre d'affaires.  

### Filmographie
- Découvrir le livre en maternelle, présenté par Philippe Meirieu, Cap Canal, Lyon, 2008, 1 h (DVD) ; contient aussi Le Livre à l'école maternelle, documentaire de Marie-T Lemaître, 26 min
- Préparer la seconde partie de l'épreuve orale d'entretien du CRPE : option littérature de jeunesse, film réalisé par Michel Bruneau et Victor Palasi, CNED-Toulouse, Toulouse, 2008, 2 h (DVD + brochure)
- La littérature des enfants fait école (journée d'étude du samedi 15 novembre 2008 à l'initiative des Éditions Casterman, l'École des loisirs, Flammarion-Père Castor et Gallimard Jeunesse), l'École des loisirs, Paris, 2009, 3 DVD ; DVD 1 : Situation internationale de la littérature jeunesse, par Michel Defourny, conférencier, 44 min ; DVD 2 : La Littérature de jeunesse à l'école, trente années d'évolution. Histoire d'une légitimation, par Max Butlen, conférencier, 47 min 15 s ; DVD 3 : Rencontre avec quatre auteurs Nadine Brun-Cosme, Pef, François Place et Claude Ponti, 51 min 29 s.
- Albums : ces livres qui font grandir les enfants, conférence de Joëlle Turin (11 février 2010), d'après son ouvrage Ces livres qui font grandir les enfants paru aux éditions Didier Jeunesse en 2008, : IUFM d'Aquitaine, université Montesquieu Bordeaux IV, Mérignac, 2010, 120 min (DVD)